# Doorlaatspanning
De doorlaatspanning is een aanduiding voor de spanning over een halfgeleiderdiode in normaal -geleidend- bedrijf, zij wordt vaak aangeduid met UF (U forward).
Voor een siliciumdiode is de doorlaatspanning doorgaans ongeveer 0,6 volt, voor een germaniumdiode circa 0,25 volt. Licht emitterende diodes (leds) hebben hogere doorlaatspanningen, meestal tussen 2 en 4,6 volt. Schottkydioden hebben, door meer doping van het halfgeleidermateriaal, een lagere doorlaatspanning van ongeveer 0,2 volt.